# لامبورگینی ال‌ام۰۰۴
لامبورگینی ال‌ام۰۰۴ (به انگلیسی: Lamborghini LM004) یک نمونه اولیه خودروی آفرود بود که توسط لامبورگینی طراحی و ساخته شد.
ال‌ام۰۰۴ اساساً یک ال‌ام۰۰۲ اصلاح‌شده بود، اما برای اینکه بتواند آن را برای طیف جدیدی از مشتریان جذاب کند، به صندلی‌های سطلی، تلفن، یخچال و چندین ویژگی لوکس دیگر مجهز شد. تغییر اصلی در خودروی جدید تجهیز آن به یک موتور ۷ لیتری وی۱۲ با قدرت ۴۲۰ اسب بخار ترمز (۳۱۳ کیلووات) بود. موتور آنطور که انتظار می‌رفت عملکرد خوبی نداشت و افزایش وزن و اندازه مشخص شد که ارزش توسعه اضافی را ندارد. تنها یک نمونه اولیه تولید شد.